# Xinyuan

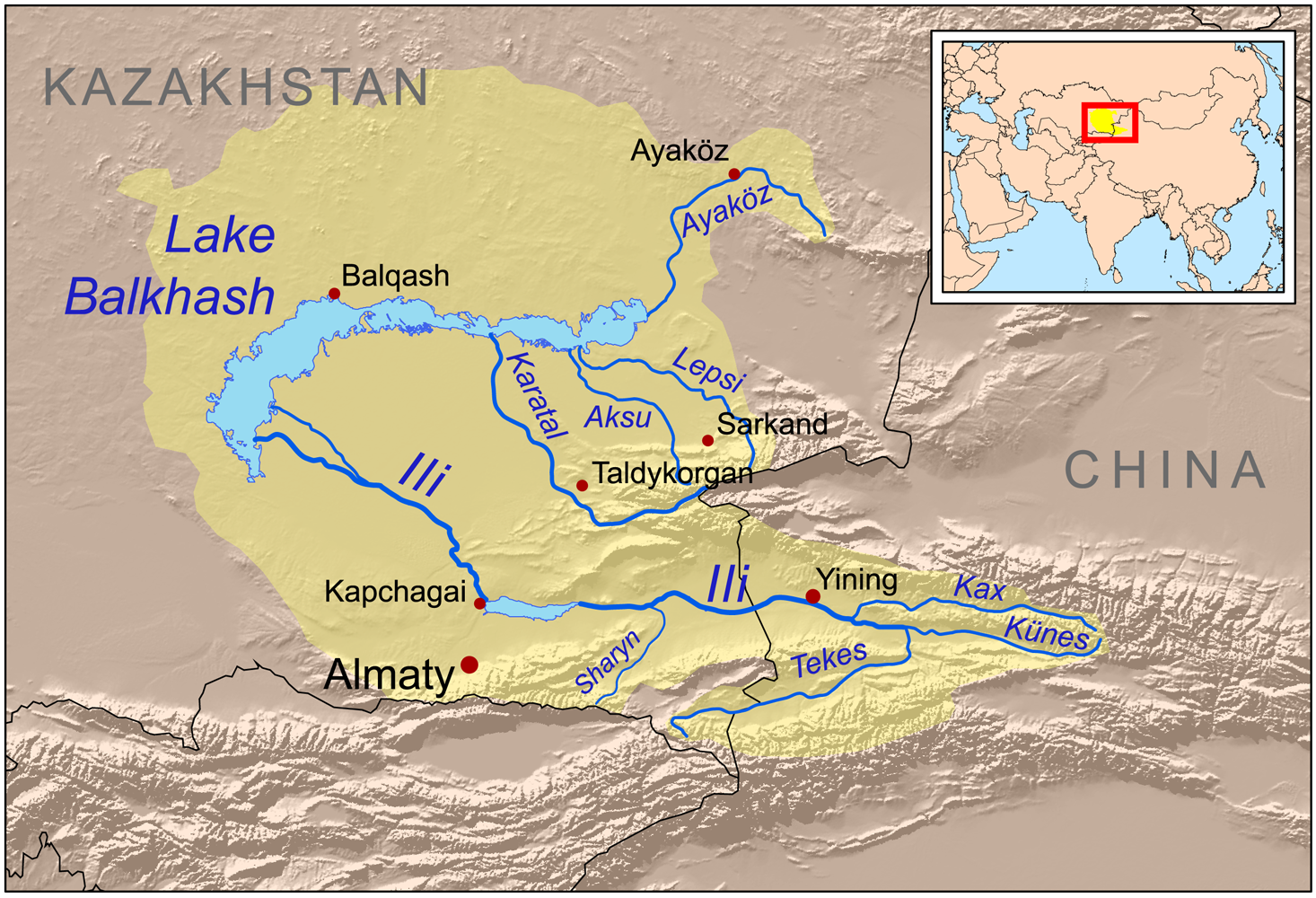
Xinyuan ou Künes está situada no Vale do Rio Ili.

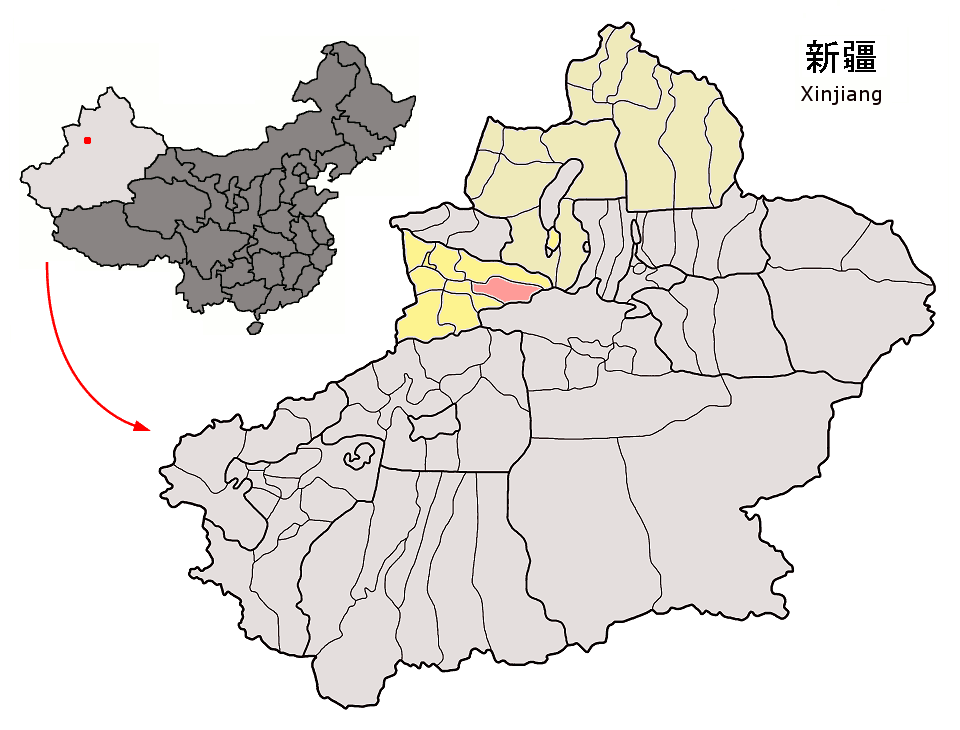
Localização de Xinyuan em Sinquião.

Xinyuan ou Künes é um dos oito municípios chineses da região do Vale do Rio Ili, em Sinquião, China.